# Ночь на кладбище
«Ночь на кладбище» (Святочный рассказ) — юмористический рассказ русского писателя А. П. Чехова. Впервые опубликован 8 января 1886 года в первом номере московского журнала «Сверчок», где вышел с подписью А. Чехонте. Появление произведения в этом издании вызвало неудовольствие со стороны редактора и владельца петербургского журнала «Осколки», где начинал и активно печатался Чехов, что привело к долгим спорам между ними.
«Ночь на кладбище» является сатирическим произведением из неформального цикла святочных рассказов писателя, хронотоп которых привязан к периоду Рождества и Нового года. По сюжету москвич встречал Новый год у друга, где изрядно напился. Возвращаясь домой, он сбился с пути и забрёл в похоронное бюро, перепутав его с кладбищем, и потерял сознание от страха, так как ему почудились покойники. Утром он проснулся и понял, что все эти ужасы ему привиделись. В юмористическом рассказе Чехова исследователи находят общие черты, характерные для его работ в этом жанре, а также интертекстуальные отсылки к произведениям Уильяма Шекспира и Александра Пушкина, затрагивающим в трагедийном или юмористическом контексте кладбищенскую тему.

## Сюжет
Действие ведётся от лица москвича Ивана Ивановича, рассказывающего в компании женщин произошедшую с ним на Новый год страшную историю. По случаю праздника он был в гостях у друга, где сильно напился и вышел от него только в два часа ночи. На улице было темно, в лицо дул холодный ветер и шёл сильный дождь. «Смиренный и пьяненький обыватель», как он себя называет, был расстроен наступлением Нового года, бессмысленностью и бренностью человеческого существования. Его путь лежал с Мещанской улицы на Пресню, и на всём его протяжении он не встретил ни одного человека. Ивана Иванович заблудился и почувствовал ужас, отчего сначала ускорил шаг, а затем и вовсе побежал. В конце концов он споткнулся в темноте о какой-то предмет, представлявший собой что-то гладкое и мокрое. Измучившись, он решил на него присесть. Затем он зажёг спичку, чтобы закурить, и, к своему ужасу, увидел надгробную плиту, от которой тут же отскочил, но при этом наткнулся на могильный крест. Произошедшее натолкнуло его на мысль, что вместо Пресни он попал на Ваганьковское кладбище, и заставило испытать сильный страх. Это ощущение усугублялось тем, что ему стали слышаться чьи-то шаги, причём не человеческие, так как они были слишком тихие и мелкие. «Мертвец», — решил он. Неизвестный приблизился, дотронулся до колена Ивана Ивановича, издал вздох и завыл, чем крайне испугал пьяницу и вмиг его протрезвил. Он не смел пошевелиться и молил Бога о том, чтобы скорее наступило утро. Вдруг к ним стал приближаться ещё кто-то: подойдя, он вздохнул и положил руку на плечо перепуганному Ивану Ивановичу, после чего тот потерял сознание.
Утром он проснулся в маленькой комнате, решив, что мертвецы затащили его к себе в склеп. Однако скоро всё прояснилось: за окном послышались человеческие голоса и из их разговора стало ясно, что ночью он забрёл на территорию похоронного бюро, где были выставлены образцы погребальных монументов. С одним из них в обнимку, в компании воющего пса, он в страхе и просидел всю ночь.

## Создание и публикация

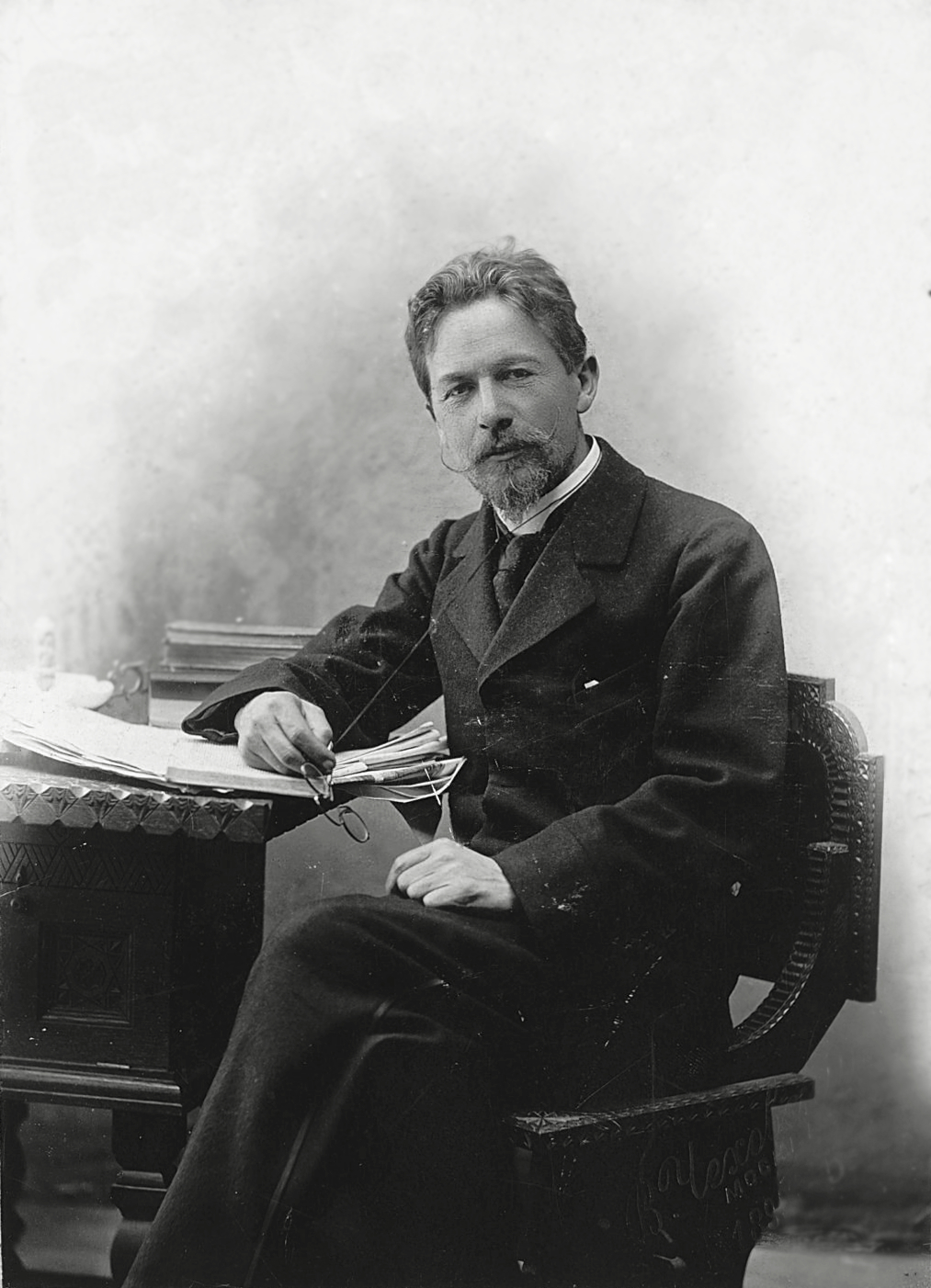
А. П. Чехов в 1889 году

«Ночь на кладбище» был впервые опубликован 8 января 1886 года в первом номере сатирического журнала «Сверчок» за подписью А. Чехонте. Цензурное разрешение на него было выдано 7 января. Это московское издание выходило в 1886—1891 годах, его основателями были Евгений Антонович Вернер и его брат Михаил Антонович, ранее возродившие «Вокруг света». Н. А. Лейкин, издававший в Санкт-Петербурге юмористический еженедельник «Осколки», в котором часто печатался Чехов, выразил возмущение не только тем, что сочинение появилось в московском журнале, но и использованием псевдонима «А. Чехонте». В это время московский писатель стремился расширить круг своих публикаций, так как его не устраивали заработки и он стремился к сотрудничеству с другими изданиями. Однако он действительно давал обещание Лейкину не появляться в московских журналах под «осколочным» именем. Это известно из письма Чехова от 23 ноября 1885 года, где он отвечал на замечания Лейкина в отношении рассказа «Тапёр», опубликованного в «Будильнике» незадолго перед тем. Лейкин стремился ограничить круг изданий набиравшего силу автора. Так, в начале января 1886 года он предлагал Чехову 600 рублей жалованья в год, только чтобы тот не отдавал свои работы в журнал «Будильник». Это предложение было высказано в Петербурге, где писатель был впервые, находясь там с 10 по 24 декабря и проживая в доме издателя. Вернувшись в Москву, Антон Павлович получил от Евгения Вернера письмо с предложением активно участвовать в его новом журнале и просьбой «особенно постараться» для первого выпуска. Концепцию нового издания он объяснил следующим образом: «„Сверчок“ прежде всего журнал исключительно юмористический, без всякой претензии на сатиру и бичевание общественных пороков», а редакторская политика будет направлена не на то, чтобы «казнить бичом пороки» и «разрушать основы», а лишь «смешить и забавлять читателя». Издатель запрашивал различные материалы, которые просил передать к 28—30 декабря. Известно, что Чехов ответил на эти предложения в письме, однако оно не сохранилось. В ответ Вернер рекомендовал: «Жду рассказа и мелочей, если будет два рассказа, то ещё лучше. Рассказы непременно смешные и с сюжетом».
Появление в первом выпуске рассказа под известным псевдонимом возмутило автора, направившего к Вернеру свои претензии, однако это письмо до нашего времени не дошло. В январском письме к писателю Евгений Вернер оправдывался тем, что ничего подобного не обещал. При этом тут же объяснял, что рассказ поместил в номер его брат Михаил, который не имел понятия о пожелании автора. В письме к Чехову от 13—14 февраля 1886 года Лейкин писал: «Ну-с, господин сотрудник „Сверчка“, скажите мне, если это не тайна, сколько вам заплатили за то, чтобы напечатать Ваш рассказ в № 1? Наверное уж не больше 20 р.? А я бы предложил Вам 50 р. только за то, чтобы этот рассказ не появился в № 1 „Сверчка“». 17 февраля Лейкин опять обращался к писателю по поводу его «предательства»: «Но относительно того, что Вы вздумали благословить № 1 „Сверчка“ своим рассказом — просто удивляюсь». 20 февраля Чехов отвечал, что он действительно обещал петербургскому издателю не публиковаться несколько месяцев в Москве в качестве «А. Чехонте», но это произошло помимо его воли. По словам прозаика, при выплате гонорара Вернер, получив от него рассказ «Ночь на кладбище», обещал не публиковать его под «осколочным» именем, но слово не сдержал.
Такая собственническая позиция Лейкина вызывала неудовольствие не только Чехова, но и других публикуемых у него авторов, так как за произведения под уже известными псевдонимами гонорар был выше. Антон Павлович в одном из писем в конце февраля к писателю-юмористу В. В. Билибину указывал, что петербургский издатель «очень ревнив», и спрашивал у него, не пытался ли он что-либо предпринимать в отношении него. Видимо, в связи с этими осложнениями второй рассказ в московском журнале появился только спустя два месяца, в ответ, на сей раз, на претензии Вернера о том, что Лейкину писатель направляет для печати свои лучшие произведения юмористического жанра. Он назывался «Шуточка» («Сверчок» № 10 от 12 марта 1886 года) и был на этот раз подписан псевдонимом «Человек без селезёнки», также известным по журналу «Осколки». После этого Вернерами — до того как они разорились — было опубликовано только пять произведений писателя: «Светлая личность», «Драма», «Ах, зубы!», «Предложение», «Драматург».
При жизни Чехова рассказ «Ночь на кладбище» переводился на словацкий язык. После первого появления он стал включаться в сборники произведений писателя на основе журнального текста. Произведение часто помещается в антологии, посвящённые рождественским и новогодним праздникам.

## Художественные особенности

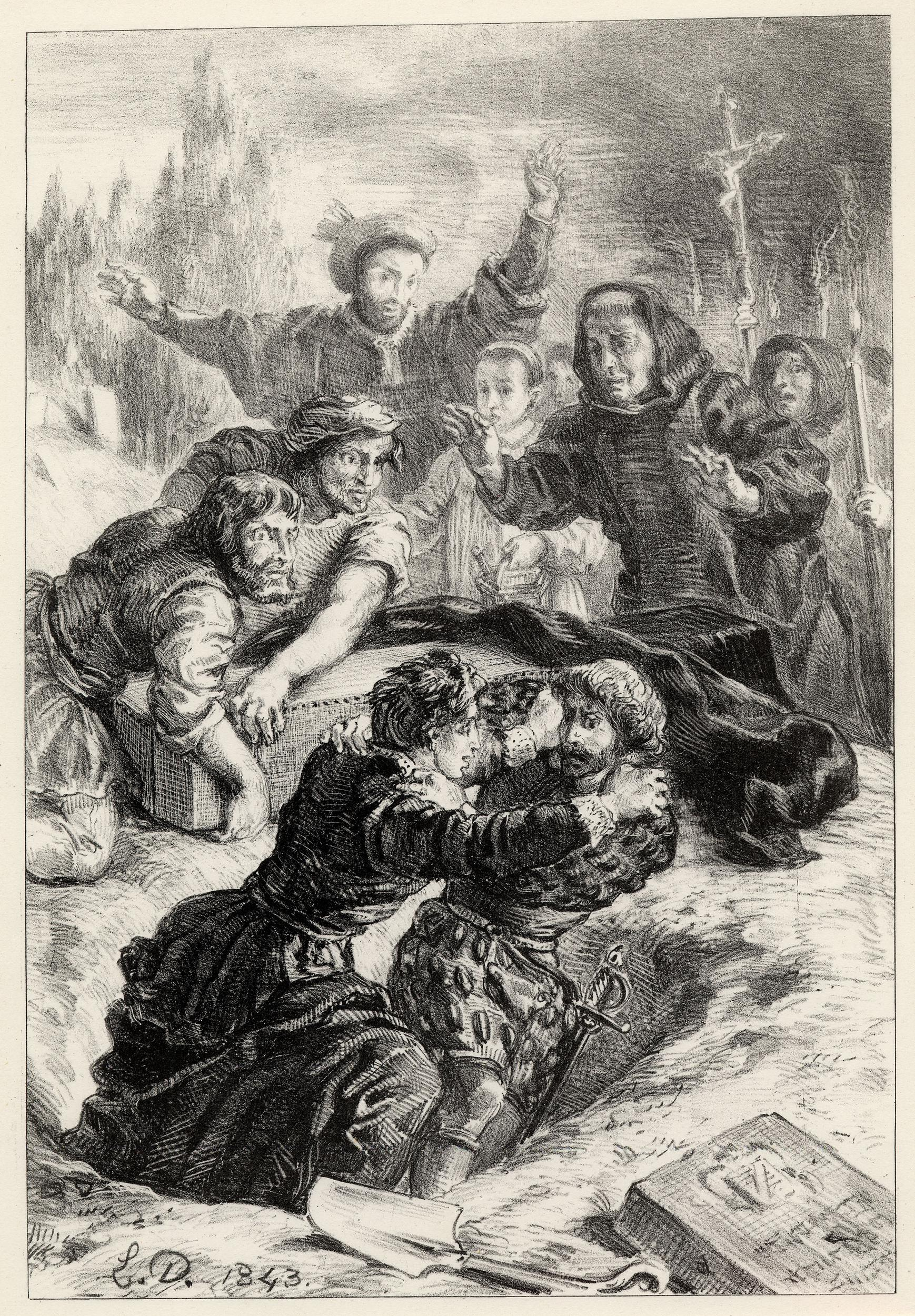
Эжен Делакруа. Гамлет и Лаэрт в могиле Офелии, 1843

«Ночь на кладбище» является юмористическим произведением из неформального цикла святочных рассказов Чехова. Это прямо отражено в его подзаголовке, что имело место и в некоторых других произведениях этого периода («Сон», «Восклицательный знак» — оба 1885 год). Литературовед Леонид Фуксон находил в рассказе интертекстуальные переклички с трагедией Уильяма Шекспира «Гамлет», повестью Александра Пушкина «Гробовщик» и его стихотворением «Вурдалак» из сборника «Песни западных славян». К гамлетовской реминисценции относится описание Ивана Ивановича, как сильно он был пьян: «Встречал я новый год у одного своего старинного приятеля и нализался, как сорок тысяч братьев». Сравнение «как сорок тысяч братьев» считают одной из наиболее употребляемых литературных аллюзий у Чехова, но в отличие от слов Гамлета — «Её любил я; сорок тысяч братьев / Всем множеством своей любви со мною / Не уравнялись бы» — у русского писателя эта фраза употребляется всегда без глагола «любил». Отсылки к ней содержатся во множестве рассказов: «29 июня (рассказ охотника, никогда в цель не попадающего)», «Дачница», «Драма на охоте», «То была она!», «Верочка». В пьесе Шекспира Гамлет присутствует на похоронах Офелии, в могилу которой прыгает горящий мщением Лаэрт — её брат. В отчаянии от призывает, чтобы его похоронили с сестрой. В ответ Гамлет вспоминает о своих чувствах к умершей, больших, чем любовь сорока тысяч братьев. Таким образом, «В ночи на кладбище» Чехов не только использует одну из наиболее употребляемых им цитат Шекспира, но комически претворяет её в кладбищенской тематике. Так, по мнению Фуксона, если в драме имеются в виду реальная смерть Офелии и её могила, то у Чехова эти образы пародийно снижены, а «гибель» Ивана Ивановича не соответствует действительности, а является плодом его воображения. При этом такое заблуждение «пьяненького обывателя» соответствует его психологическому портрету, мрачному состоянию души. Он относится к встрече Нового года крайне пессимистично, как к «празднику смерти». «По-моему, при встрече нового года нужно не радоваться, а страдать, плакать, покушаться на самоубийство. Не надо забывать, что чем новее год, тем ближе к смерти, тем обширнее плешь, извилистее морщины, старее жена, больше ребят, меньше денег…», — говорит рассказчик. Фуксон предположил, что в мытарствах героя повинна его «кладбищенская философия», что и выразилось в принятии собаки и человека за инфернальных существ: «Происходит смеховое отрезвление героя, весёлое наказание его страхом. Поэтому трагическое слово (и слово, заимствованное из трагедии) оказывается пародией».
По мнению Фуксона, рассказ «Ночь на кладбище» Чехова можно соотнести также с повестью Пушкина «Гробовщик» и стихотворением «Вурдалак». Эти произведения русских классиков имеют общую сюжетную развязку: столкновение со смертью, заканчивающееся «переходом от страшного к смешному». Несмотря на такое соотнесение, между шекспировскими и пушкинскими аллюзиями у Чехова имеются существенные различия. Если у Пушкина подобная связь может быть неявна, носит необязательный характер, то интертекстуальность по отношению к «Гамлету» имеет более выраженный характер, так на цитату Шекспира русский писатель прямо указывает. Литературовед В. В. Мерлин находил в цикле стихотворений Александра Блока «Снежная маска» (1907) и поэме «Двенадцать» (1918) продолжение традиций таких святочных рассказов Чехова, как «Ночь на кладбище», «Страшная ночь», «То была она!», «Сон». Их сближает праздничный хронотоп (рождественский, новогодний), когда повествование ведётся в зимнюю, ненастную ночь, где-то на городской периферии; эти обстоятельства приводят к неразберихе и «атмосфере перемен».

## В средствах массовой информации
13 января 2020 года премьер-министр России Дмитрий Медведев вручал премии правительства в области СМИ, и это мероприятие освещалось в различных изданиях. Церемония пришлась на Старый Новый год, в связи с чем в заключении своего выступления Медведев процитировал несколько начальных строк из рассказа «Ночь на кладбище» своего любимого писателя — Чехова. Он выбрал цитаты из нескольких предложенных ему произведений русских классиков на новогоднюю тематику, остановившись на Чехове:
Радоваться такой чепухе, как новый год, по моему мнению, нелепо и недостойно человеческого разума. Новый год такая же дрянь, как и старый, с тою только разницею, что старый год был плох, а новый всегда бывает хуже. По-моему, при встрече нового года нужно не радоваться, а страдать, плакать, покушаться на самоубийство. Не надо забывать, что чем новее год, тем ближе к смерти, тем обширнее плешь, извилистее морщины, старее жена, больше ребят и меньше денег.
Медведев произнёс эти слова за два дня до своего увольнения с поста премьер-министра, и, по сообщениям СМИ, произнёс их «грустно», вероятно, уже предугадывая свою отставку. Также возможно, что Медведев имел в виду опасения по поводу пандемии COVID-19, о которой тогда говорили ещё как о «вспышке новой коронавирусной инфекции в китайском Ухане».

### Комментарии
1. ↑  Существует предположение, что братья покинули Россию и переехали во Францию не в связи с тем, что издательское дело привело их к банкротству, а по политическим мотивам, опасаясь преследований со стороны властей[8].